# Kruunuvuorensilta
Le pont de Kruunuvuori (finnois : Kruunuvuorensilta) est un pont à haubans en construction emjambant la baie Kruunuvuorenselkä entre Palosaari et Kruunuvuorenranta à Helsinki en Finlande,. 

## Présentation
Le pont de Kruunuvuori reliera le quartier résidentiel de Kruunuvuorenranta au bord de la mer baltique, l’ile de Korkeasaari à Laajasalo et le centre-ville d'Helsinki. 
Le pont à haubans de 1191 mètres de long sera utilisé pour la circulation douce et par deux lignes de tramway d'Helsinki nommées Kruunusillat.
Une fois terminé, ce sera le plus long pont de Finlande et l’un des plus longs ponts au monde construit uniquement pour les transports publics, les piétons et les cyclistes.

## Travaux
Les travaux de construction ont commencé par les travaux préparatoires et le dragage en octobre 2021.
L'objectif est d'achever le pont en 2025 après quoi les travaux de construction du tramway  sur le pont pourront commencer.
L'objectif pour le début de la circulation du tramway est 2027. 
On ne sait pas encore s'il sera possible pour les piétons et les cyclistes de traverser les ponts Kruunuvuorensilta et Finkensilta avant la fin de la construction  du tramway. 
Entre autres, les installations électriques des tramways réalisées sur les ponts nécessitent  beaucoup d'espace en dehors de la zone ferroviaire.